# Marta a las ocho
Marta a las ocho, estilizado como Marta a las 8, es una telenovela chilena producida y emitida por Televisión Nacional de Chile durante el primer semestre de 1985. Escrita por Fernando Aragón en con la colaboración de Arnaldo Madrid. Contó con la dirección general de Vicente Sabatini Downey bajo la producción ejecutiva de Sonia Füchs.
Protagonizada por Sonia Viveros, con las participaciones estelares de Luis Alarcón, Lucy Salgado, Luz Jiménez, Rodolfo Bravo y Consuelo Holzapfel. Cuenta con las actuaciones estelares de los primeros actores Paz Irarrázabal y Mario Montilles. Con la participación especial de Javiera Parada.

## Argumento
Ambientada en una primera etapa en el año 1975, Marta a las Ocho es la historia de una empleada doméstica llamada Marta Méndez (Sonia Viveros), una provinciana de Mulchén que decide buscar nuevos horizontes en Santiago, capital de Chile. Llega a trabajar a la casa de Ana María Prado (Consuelo Holzapfel), una adinerada mujer separada que vive junto a su hija, Marcelita (Javiera Parada) a quien dedicará su trabajo y esfuerzo. Su mejor amiga, Filomena (Lucy Salgado), la convence de que en Santiago encontrará todo lo que espera. Marta es todavía una adolescente cuando se enfrenta a una vida totalmente diferente y desconocida para ella. 
Marta es casada con René Barrientos (Luis Alarcón) un hombre flojo y machista, quien siempre espera que ella se lo dé todo. Él se encargará de hacer más duro aún su paso por Santiago, mientras la ilusiona y le promete una felicidad que nunca llegará. 
Un día, tras diez años de trabajo en casa de su patrona, a Marta le comunican que debe irse con ella a Australia. Debe decidir entre su vida en Santiago y el nuevo mundo. Sin embargo, cuando decide viajar y tiene todo listo para partir, René rompe el pasaje de avión. La mujer se queda sola con la ilusión de una vida nueva que nunca comenzó y finalmente, junto a una hija sin padre, pues a René lo asesinan sin saber que iba a ser papá.

## Elenco
El elenco dirigido por Vicente Sabatini estaba conformado por:

### Principales
- Sonia Viveros como Marta Méndez
- Luis Alarcón como René Barrientos
- Lucy Salgado como Filomena Ríos
- Luz Jiménez como Amneris Soto
- Rodolfo Bravo como Lautaro Solís
- Consuelo Holzapfel como Ana María Ortúzar
- Cecilia Cucurella como Josefa Izquierdo
- Jaime Azócar como Javier Noriega
- Patricio Strahovsky como Jorge Silva
- Paz Yrarrázaval como Amelia Valdivieso
- Mario Montilles como Ramón Prado
- Andrés Rojas Murphy como Luis Mardones
- Carlos Valenzuela como Manuel Cáceres
- Claudio Valenzuela como Willy González
- Alejandra Rubio como Wanda Santander
- Jorge Rodríguez como Julio Castillo
- Ana María Ortiz  como Perla Blue
- Cora Díaz como Lala Valdivia
- Maruja Cifuentes como Hilda Flores
- Hugo Medina como Antonio Gutiérrez
- Pina Brandt como Rebeca Verdugo
- Claudio Reyes como Nelson Gutiérrez
- Solange Lackington como Mónica Gutiérrez
- Paula Zúñiga como Úrsula Gutiérrez
- Javiera Parada como Marcela Prado

### Actores invitados
- María Izquierdo como Sofía Bernhardt.
- Fedora Kliwadenko como Melissa Larratea.
- Marcial Edwards como Ignacio Larratea.
- Mario Santander como Raúl Orellana.
- Claudia Paz como Juanita Tagle.
- Raquel Pereira como Frida Meza.
- Willy Benítez como Sergio Tapia.
- Andrés Silva como Carlos Fuentes.
- Pía Rudloff como Patricia Durán.
- Pilar Salgado como Victoria Verdugo.
- Rodrigo Bastidas como Jorge Luis Silva.
- Mabel Farías como Rosa Carreño.
- Carmen Disa Gutiérrez como Maruca Vásquez.
- Felipe Castro como Francisco Hidalgo

## Premios
| Año  | Premio             | Categoría            | Nominado      | Resultado |
| ---- | ------------------ | -------------------- | ------------- | --------- |
| 1985 | Gran Premio Vea TV | Mejor actor o actriz | Sonia Viveros | Ganadora  |

## Retransmisiones
Marta a las ocho fue retransmitida en dos ocasiones. La primera ocasión, desde el 16 de agosto hasta el 16 de septiembre de 1988 a las 19:15 horas; y por segunda vez entre el 1 y 31 de enero de 1992 a las 11:30 horas. En 2016, Televisión Nacional subió todos los episodios en una de sus cuentas oficiales de Youtube, además de tenerlos alojado en su App TVN Play.